# Styrelsen for grøn arealomlægning og vandmiljø
Styrelsen for grøn arealomlægning og vandmiljø är ett direktorat under Ministeriet for Grøn Trepart. Den bildades 25 september 2024 genom att ta över uppgifter från Miljøstyrelsen och Landbrugsstyrelsen. Dess områden omfattar lagstiftning kring vattenmiljö, artskydd, jord- och skogsbruk, natur, jakt och hur denna lagstiftning kring dessa påverkar företag och vilka möjligheter till stöd som dessa har.